# 이충건 (1872년)
이충건(李忠健, 1872년 4월 ~ ?)은 일제강점기의 관료로, 본적은 황해도 봉산군 만천면이다.

## 생애
1902년 6월 14일 황해도 관찰부 주사로 임명되었고, 1905년 3월 사립 광동학교를 설립했다. 1908년 황해도 봉산군 만천면장과 서북학회 회원을 역임했으며, 1908년 9월 28일 사립 조양학교를 설립했다.
1912년 봉산군농무조합을 조직했으며, 1914년 7월 20일 조선총독부로부터 목배 1개를 받았다. 1915년 시정 5주년 기념 조선물산공진회에서 대맥(보리)을 출품한 대가로 조선총독부로부터 은패를 받았으며, 1916년과 1918년 사리원식산조합장을 역임했다. 1917년 4월 29일 사리원지방금융조합 감사로 임명되었고, 1920년 4월 동아일보 창간 발기인으로 참여했다.
1921년 봉산군 지주회장과 흥농회 발기인을 역임했고, 한성도서주식회사 이사(1921년 ~ 1925년)와 동아일보사 감사(1923년 ~ 1925년), 봉산금융조합장(1927년 ~ 1938년)을 역임했다. 1929년 5월 1일 조선박람회 평의원으로 임명되었으며, 1930년 4월 1일 동아일보로부터 창간 10주년 기념 농촌사업공로자 표창을 받았다.
1930년 11월 11일 봉산군 어지둔보(於之屯洑) 관리조합장으로 임명되었으며, 1932년 3월 조양농사학원을 설립했다. 1932년 3월 1일부터 1935년 2월 28일까지 조선총독부 중추원 참의를 역임했고, 1937년 6월 3일 조선금융조합 30주년 기념 표창을 받았다. 1938년 2월 11일 조선총독부로부터 교육 효적자로 선정되어 효적장과 상시계 1개를 받았다.
친일파 708인 명단의 중추원 부문, 민족문제연구소의 친일인명사전 수록자 명단의 중추원 부문, 친일반민족행위진상규명위원회가 발표한 친일반민족행위 705인 명단에 포함되었다.

## 참고자료
- 친일반민족행위진상규명위원회 (2009). 〈이충건〉. 《친일반민족행위진상규명 보고서 Ⅳ-14》. 서울. 574~580쪽.